# ロッカ・シニバルダ
ロッカ・シニバルダ（伊: Rocca Sinibalda）は、イタリア共和国ラツィオ州リエーティ県にある、人口約800人の基礎自治体（コムーネ）。

## 地理

### 位置・広がり
リエーティ県のコムーネ。県都リエーティから南南東へ16kmの距離にある。

#### 隣接コムーネ
隣接するコムーネは以下の通り。
- アスクレーア
- ベルモンテ・イン・サビーナ
- カステル・ディ・トーラ
- コッレ・ディ・トーラ
- コンチェルヴィアーノ
- ロンゴーネ・サビーノ
- モンテレオーネ・サビーノ
- ポッジョ・モイアーノ
- トッリチェッラ・イン・サビーナ
- ヴァルコ・サビーノ

### 気候分類・地震分類
ロッカ・シニバルダにおけるイタリアの気候分類 (it) および度日は、zona E, 2289 GGである。
また、イタリアの地震リスク階級 (it) では、zona 2B (sismicità media) に分類される。

## 行政

### 分離集落
ロッカ・シニバルダには、以下の分離集落（フラツィオーネ）がある。
- Magnalardo, Pantana, Posticciola, Tomassella, Torricchia, Trampani, Vallecupola